# Desert Memorial Park
A Desert Memorial Park egy emlékpark, temető Cathedral Cityben, az Egyesült Államok Kalifornia államában, Palm Springs közelében. 1956-ban nyitották meg és 1957-ben volt az első temetés, a Palm Springsi Temető Körzethez tartozik, melyet 1917-ben nyitottak meg. A Körzethez tartozik a Palm Springsben található Welwood Murray temető is.

## Itt nyugvó hírességek
Mások mellett itt nyugszanak:
- Chris Alcaide (1923–2004), színész
- Dorothy Arnold (1917–1984), színésznő, Joe DiMaggio volt felesége
- Busby Berkeley (1895–1976), filmrendező és zenés film koreográfus
- Sonny Bono (1935–1998), lemezproducer, énekes, színész, Palm Springs, Kalifornia polgármestere és republikánus politikus, Cher első férje
- Lorraine Brox (1900–1993), a Brox nővérek énekescsoport egyik tagja
- Velma Wayne Dawson (1912–2007), bábjátékos és Howdy Doody alkotója
- Brad Dexter (1917–2002), színész és filmproducer
- Alex Dreier (1916–2000), műsorszolgáltató és színész
- Gábor Jolie (1896–1997), társadalmi előkelőség, a Gábor nővérek anyja
- Gábor Magda (1915–1997), színésznő, társadalmi előkelőség, a Gábor nővérek egyike
- Louis Galen (1925–2007), filantróp és bankár
- Neber Gerber (1894–1974), némafilm színésznő
- Bill Goodwin (1910–1958), televíziós bemondó
- Irving Green (1916–2006), a Mercury Records alapítója
- Earle Hagen (1919–2008), zeneszerző
- Claude Harmon (1916–1989), golfjátékos és golfoktató
- Josephine Hill (1899–1989), színésznő
- Roy W. Hill (1899–1986), filantróp
- Eddy Howard (1915–1963), énekes
- Betty Hutton (1921–2007), énekes és színésznő
- Jennings Lang (1915–1996), filmproducer, forgatókönyvíró és színész
- Andrea Leeds (1914–1984), színésznő
- Benjamin Lees (1924–2010), zeneszerző
- Diana "Mousie" Lewis (1919–1997), színésznő
- Frederick Loewe (1901–1988), zeneszerző
- Patrick Macnee (1922–2015), színész
- Marian Marsh (1913–2006), színésznő
- David J. McDonald (1902–1979), munkás vezető, az Egyesült Amerikai Acélmunkások elnöke
- Maurice "Mac" McDonald (1902–1971), a McDonald's lánc társalapítója Dick testvérével egyetemben
- Cameron Mitchell (1918–1994), színész
- Hugo Mario Montenegro (1925 – 1981), zenekarvezető és zeneszerző
- John J. Phillips (1887–1983), az Egyesült Államok kongresszusi képviselője
- William Powell (1892–1984), színész
- William David Powell (1925–1968), forgatókönyvíró és producer
- Marjorie Rambeau (1889–1970), színésznő
- Pete Reiser (1919–1981), baseball játékos
- Jilly Rizzo (1917–1992), vendéglős és színész
- Frank Scully (1892–1964), újságíró, rovatvezető és humorista
- Ginny Simms (más néven Virginia E. Eastvold) (1913–1994), énekes és színésznő
- Anthony Martin Sinatra (1892–1969), profi bokszoló, bártulajdonos és Frank Sinatra apja
- Barbara Sinatra (1927–2017), modell, Frank Sinatra negyedik felesége
- Dolly Sinatra (1896–1977), Frank Sinatra anyja
- Frank Sinatra (1915–1998), énekes, színész és producer
- Jimmy Van Heusen (1913–1990), zeneszerző
- Philip "Mickey" Weintraub (1907–1987), MLB-játékos
- Ralph Young (1923–2008), énekes és színész

## Fordítás
Ez a szócikk részben vagy egészben  a   Desert Memorial Park című angol Wikipédia-szócikk ezen változatának fordításán alapul.  Az eredeti cikk szerkesztőit annak laptörténete sorolja fel. Ez a jelzés csupán a megfogalmazás eredetét és a szerzői jogokat jelzi, nem szolgál a cikkben szereplő információk forrásmegjelöléseként.